# Cato den Ældre
Marcus Porcius Cato (født 234 f.Kr., død 149 f.Kr.) var en romersk statsmand, historiker og forfatter, der også er kendt under tilnavnet Censoren (latin: Censorius), Cato den Vise eller Cato den Ældre. Han var kendt for sin konservatisme, indædte modstand mod hellenismen og var fortaler for de gamle romerske dyder som mådehold og tapperhed. Han var samtidig den første til at skrive et historisk værk på latin, Origines, der er et fragmenteret værk over Roms historie. Hans tilnavn "den Ældre" adskiller ham fra hans oldebarn den senere senator og statsmand Cato den Yngre, som var modstander af Julius Cæsar.
Cato kom fra en gammel plebejer-familie, der var kendt for deres militærtjeneste. Ligesom sine forfædre var Cato optaget af sit landbrug, når han ikke gjorde tjeneste i hæren. Efter at have tiltrukket Lucius Valerius Flaccus' opmærksomhed, blev han bragt til Rom. Han nåede at blive valgt som militærtribun (214 f.Kr.), kvæstor (204 f.Kr.), ædil (199 f.Kr.), praetor (198 f.Kr.), konsul (i 195 f.Kr., sammen med Flaccus) og censor (184 f.Kr.). Som praetor udviste han ågerkarle fra Sardinien. Som censor forsøgte han at redde Roms forfædres skikke og bekæmpe hellenistiske påvirkninger.
Cato gjorde selv tjeneste under den Anden Puniske Krig, og blev i sine sidste år kendt for ihærdigt at opfordre sine landsmænd til at indlede den Tredje Puniske Krig – og til at ødelægge Karthago. I 157 f.Kr. var han en af de udsendte, der blev sendt til Karthago for at mægle mellem karthaginienserne og Massinissa, kongen af Numidien. Missionen mislykkes, og de udsendte vendte hjem, men Cato var så utilfreds med Karthagos voksende velstand, at han blev overbevist om, at Roms sikkerhed afhang af deres tilintetgørelse. Fra da af begyndte han at afslutte sine taler i Senatet – om ethvert emne overhovedet – med sætning "Karthago skal ødelægges" (latin: Carthago delenda est). Andre gange citeres hans sætning fuldt ud som "Desuden råder jeg til, at Karthago skal ødelægges" (latin: Ceterum censeo Carthaginem esse delendam).

## Baggrund
Cato tilhørte en plebejisk bondefamilie ved Tusculum. Han deltog som officer i den Anden Puniske Krig, var kvæstor i 204 f.Kr. og prætor på Sardinien i 198 f.Kr., hvor han sørgede for et lovværk mod udsugning. Som konsul i 195 f.Kr. førte han krig i Spanien og etablerede det romerske overherredømme i området. I 191 f.Kr. sikrede han sejr i slaget ved Thermopylæ mod Antiochos 3. af Seleukideriget. Efter den tid var hans bryst dækket af ar. Hans forfædre var velstående og drog i felten til hest som riddere; men ingen havde haft embede. I nærheden af Catos jorder lå den gård, der havde tilhørt general Manius Curius Dentatus, der overvandt samnitterne og kong Pyrrhus. Derhen gik Cato ofte og tænkte på, hvordan Dentatus, der havde fejret hele tre triumfer, havde boet i det tarvelige hus. Det var her, samnitternes sendemænd fandt Dentatus sidende ved arnen i færd med at koge majroer. Han fik tilbudt en mængde guld, men han afslog med ordene: "Den, som er tilfreds med sådan et måltid, har ikke brug for guld; og én ting er bedre end at eje guld, og det er at herske over dem, som har det." En sådan nøjsomhed udviste Cato også. Om morgenen gik han til torvet for at bistå dem, der søgte juridisk hjælp. Så tog han hjem og arbejdede på sin gård sammen med sine slaver; om vinteren i tunika, om sommeren med lændeklæde. Han sad til bords med slaverne og delte brød og vin med dem. Det var ikke tegn på noget demokratisk sindelag; tværtimod anbefalede han, at man bortjog eller videresolgte sine slaver, den dag de var for gamle til at være til gavn.
Som udgifter til slaver regnede han en tunika og en kappe hvert andet år; dertil et par gode træsko, også hvert andet år. Cato drev regulært opdræt af slaver: han købte mange unge slaver og søgte altid at skabe splid dem imellem. Mod en vis betaling godtog han, at mandlige slaver havde omgang med slavinderne; men andre kvinder måtte de ikke nærme sig. Som enkemand skal han selv have haft forhold til unge slavepiger, til sine børns store sorg.

## Politisk virksomhed
En fornem mand på egnen, Valerius Flaccus, overtalte Cato til at etablere sig som politiker i Rom. Cato sluttede sig til den aldrende Fabius Maximus og kom straks i konflikt med Scipio Africanus og hans kreds. Da Cato som kvæstor fulgte Scipio til Sicilien, hvor Scipio forberedte felttoget mod Karthago, ærgrede Cato sig over feltherrens ødselhed. Samme med Fabius indklagede han Scipio for senatet for at sløse penge væk og for hans gang på idrætspladser og i teatre.
Hans kulturbevarende kamp blev først og fremmest udkæmpet i censorembedet. Under den Romerske Republik var censorerne bl.a. ansvarlige for vedligeholdelsen af listerne over senatorer og riddere, en opgave, som Cato gik til med stor nidkærhed og udrensningsiver. Han indført en luksusskat, der vurderede tøj, vogne, smykker og indbo til det tidobbelte, hvis summen oversteg en beskeden værdi. Ligeledes skar han stikledninger over, som var ulovligt var koblet til offentlige ledninger, og han fik nedrevet de bygninger, han mente, gik for langt ud på gaden. Endvidere udstødte han flere forhenværende konsuler fra senatet for, hvad han anså for udsvævende livsstil; den ene blev udstødt, fordi han havde kysset sin kone, mens datteren var til stede. Cato var selv kun blevet omfavnet af sin kone én gang, fortalte han - og det var af skræk, under et slemt tordenvejr. Han tilføjede, at han godt nok havde takket Jupiter for det tordenvejr.
I det hele taget var Cato en flittig senator og embedsmand, og Roms velfærd og storhed lå ham meget på sinde. Således igangsatte han flere større anlægsarbejder af akvædukter. Selv tjente han ikke kun på sit landbrug, men satte penge i sikre foretagender som varme kilder, græsning og skove, og lånte penge ud til skibe ved rederier med en frigiven slave som mellemmand. Disse selskaber var blevet udbredt efter Hannibalkrigene; de lokkede med høj rente og drev forretninger hensynsløst. Aktieselskaber med begrænset hæftelse var ukendt blandt romerne, men brugen af frigivne som stråmænd havde samme effekt: stråmanden hæftede kun for det, bagmanden havde satset på ham. Cato betegnede det som beundringsværdigt at tjene mere, end man havde arvet. Selv om han modsatte sig græsk indflydelse i litteraturen, godtog han den nye tids sociale og økonomiske forhold og stod selv i spidsen for romersk imperialisme over for Karthago og Grækenland.
Cato er kendt for på sine gamle dage at afslutte alle sine taler i senatet med ordene "Ceterum censeo Carthaginem esse delendam": "I øvrigt mener jeg, Karthago bør ødelægges". Denne holdning bundede i hans (og mange andre romeres) frygt for, at det stadigt mere indflydelsesrige Karthago skulle blive den største magt i middelhavsregionen. Karthago blev efter Catos død tilintetgjort i den tredje puniske krig (149–146 f.Kr.).
I 155 f.Kr. sendte athenerne et følge til Rom med bøn om at fritages for en større bøde til en anden græsk by. Som udsendinge valgte de tre filosoffer, deriblandt Karneades fra Platons akademi, regnet som tidens mest veltalende mand. Unge romere strømmede til for at lære af hans retorik. Cato greb ordet i senatet for at få filosofferne hjemsendt; dér kunne de holde foredrag for grækerne, mens romersk ungdom skulle adlyde romersk skik som før. Seks år tidligere var alle græske filosoffer og retorer blevet udvist ved et edikt; men på sine gamle dage lærte Cato sig græsk; dog mest for bedre at hævde romerånden overfor efteraberne af græsk væsen.
Som taler udmærkede Cato sig med sin fyndighed. Han gav selv reglen for talekunst: "Hold fast ved sagen, så kommer ordene!" Han var ofte i retten som anklager; og selv blev han anklaget henved 50 gange, sidste gang som 85-årig. En gang, da nogen studsede over, at han ikke havde fået en statue af sig, når mange mere ubetydelige mænd havde det, svarede han: "Jeg vil da hellere, at folk skal undres over, hvorfor der ikke er rejst en statue af mig, end at de spørger, hvorfor der er rejst en statue af mig!"

## Om hjemmelivet
Cato skilte sig fra sin kone Marcia og arrangerede et ægteskab for hende med sin ven Hortensius for at styrke venskabsbåndet. Det vides ikke, hvad Marcia følte ved arrangementet, men hendes far og Cato var sammen om at love hende bort, og efter Hortensius' død giftede hun sig med Cato igen. Nogle romerske enkemænd var så lidt generet af jalousi, at de gik sammen med deres kones tidligere mænd om at bygge et gravsted til hende. I sit værk om drift af landejendomme skrev Cato, at ejendommens forvalter havde brug for en ægtefælle til at tage sig af husarbejdet, "idet han burde gå ud med slaverne, så snart det lysner, og vende tilbage i skumringen, udslidt af sit arbejde." Med udgangspunkt i at det var godsejeren og ikke forvalteren, der valgte konen, anbefalede Cato, at hun burde være hverken grim eller køn, for "grimhed vil vække afsky i partneren, men overdreven skønhed vil gøre ham doven." 
Plutarch fortæller i sin biografi om Cato, at den, der slog sin kone eller søn, lagde hånd på de ukrænkeligste helligdomme, og selv satte han en god ægtemand højere end en fremragende senator. Det eneste, han beundrede ved Sokrates, var, at han - skønt han havde en vanskelig kone og nogle dumme sønner - behandlede dem mildt. Da der var født Cato en søn, lod han ingen forretning, medmindre det gjaldt staten, forhindre ham i at være til stede, når hans kone Marcia badede og svøbte den spæde. Hun gav selv barnet bryst, og tit ammede hun også slavernes småbørn, for at gøre dem venlig stemt mod sønnen, når de således fik den samme næring. Da drengen blev større, lærte Cato ham selv at læse, skønt han havde en dannet slave, Chilon, som underviste mange børn. Men Cato syntes ikke om, hvis hans søn blev skældt ud eller trukket i øret af en slave, men lærte selv sønnen læsning, lovkundskab og legemsøvelser, spydkast, våbenkamp og ridning, nævekamp, at udholde hede og kulde og at svømme. "Og han siger også, at han selv skrev sit historiske værk egenhændigt og med stor skrift, for at sønnen allerede i hjemmet kunne blive udviklet i kundskab om fortiden og traditionen."

## Værker
- Origines
- De agricultura [17]
- Orationes
- De re militari
- De lege ad pontifices auguresque spectanti
- Praecepta ad filium
- Historia Romana litteris magnis conscripta
- Carmen de moribus
- Apophthegmata
- De re rustica